# Donald Johanson
Donald Carl Johanson (Chicago, 28 giugno 1943) è un paleontologo statunitense il quale ha svolto attività didattica e scientifica, scritto lavori scientifici e divulgativi, partecipato a campagne di scavo in numerosi paesi dell'Africa orientale e del Medio Oriente, ed è noto innanzitutto per aver scoperto nella regione della Depressione di Afar, in Etiopia, il fossile di Australopithecus afarensis di sesso femminile conosciuto come "Lucy".

## Biografia

### Gioventù e studi
Donald Johanson è figlio di immigrati svedesi; rimase orfano del padre Carl ad appena due anni di età e fu allevato da sua madre Sally, che si trasferì da Chicago ad Hartford, nel Connecticut, dove lavorò come addetta alle pulizie domestiche. Dopo aver iniziato degli studi universitari in chimica, Donald Johanson studiò antropologia all'Università dell'Illinois - Urbana-Champaign e si laureò nel 1967, quindi proseguì gli studi all'Università di Chicago, sotto la guida dall'antropologo Francis Clark Howell, conseguendo il M.A. nel 1970 e il Ph.D, nel 1974 con tesi sulla dentatura degli scimpanzé e degli ominidi. Prima del conseguimento del dottorato, ai primi del 1972 Johanson fu invitato da Maurice Taieb — il geologo francese che nel 1970 aveva scoperto in Etiopia i letti fossili di Hadar e del Medio Awash — a partecipare con Yves Coppens e Jon Kalb alla International Afar Research Expedition (Spedizione internazionale di ricerca nella Depressione di Afar, IARE). Donald Johanson, «nonostante non avesse terminato la tesi, non avesse un lavoro e disponesse di seicento dollari di risparmi, accettò l'incarico». La partecipazione allo IARE permetterà il ritrovamento di alcune fra le più antiche e meglio conservate testimonianze fossili dell'evoluzione umana.

### Attività didattica
Nell'aprile del 1972, prima del conseguimento del dottorato, Johanson divenne Assistant professor al dipartimento di Antropologia della Case Western Reserve University e alla Kent State University. Nel 1981 si trasferì all'Università della California - Berkeley dove presiedette l'Institute of Human Origins (IHO); infine nel 1997 si trasferì all'Università statale dell'Arizona, dove fondò l'Institute of Human Origins diretto fino al 2008. Ha svolto attività didattica anche in Italia: Visiting Professor all'Università degli Studi di Roma "La Sapienza" nel 1999 e a Firenze nell'estate del 2004.

### Attività di ricerca sul campo

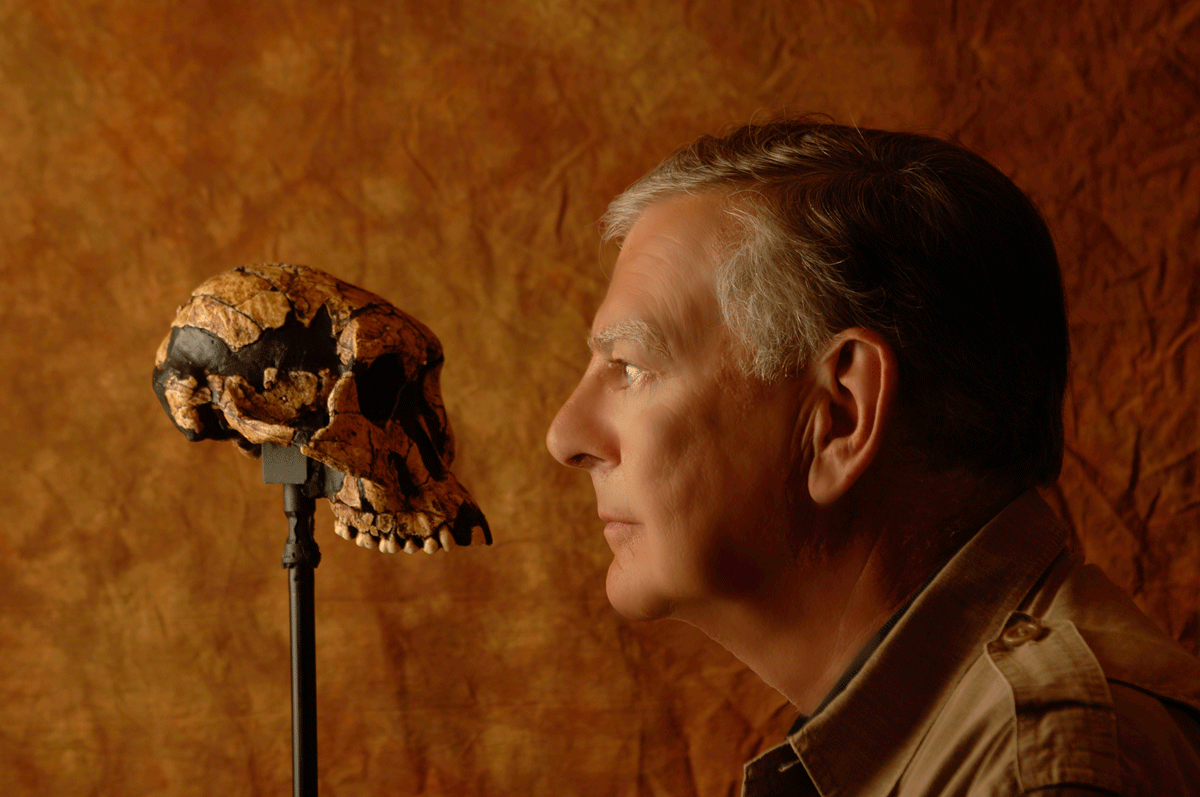
Donald Johanson di fronte a un fossile di Australopithecus afarensis

Il 30 ottobre 1973 Johanson scoprì ad Hadar il reperto AL 129-1, due ossa fossilizzate provenienti dall'articolazione del ginocchio di un ominino — Australopithecus afarensis vissuto circa 3,4 milioni di anni fa — con stazione eretta, come l'Homo sapiens. All'epoca della scoperta, il fossile AL 129-1, presumibilmente rappresentava la più antica prova dell'esistenza di un ominide bipede.
Nel dicembre 1974 Donald Johanson e lo studente Tom Gray scoprirono, sempre ad Hadar, il reperto AL288-1, ancora più spettacolare: il 40% di uno scheletro fossile di una Australopithecus afarensis di sesso femminile conosciuto come "Lucy". Dall'esame dell'articolazione del ginocchio e delle ossa del bacino si desumeva che i membri della specie di Lucy camminavano eretti, e il bipedismo è una specializzazione umana, pur essendo ancora le ridotte proporzioni del cranio da scimmia antropomorfa e prima che nella documentazione fossile fossero comparsi gli utensili (compariranno circa 2,5 milioni di anni fa).
Nel 1975 la squadra di Johanson scoprì i reperti AL 333: un agglomerato di frammenti ossei appartenuti ad almeno tredici individui vissuti 3,4 milioni di anni fa, la cui stretta vicinanza suggerisce che si trattasse di individui che potrebbero aver vissuto in un gruppo o aver fatto parte della stessa famiglia (donde la denominazione "First Family", Prima Famiglia) periti insieme probabilmente durante un'inondazione. Gli individui della "Prima famiglia" divennero molto utili per stabilire l'esistenza di un dimorfismo sessuale simile a quello degli esseri umani moderni.

## Riconoscimenti
- Golden Plate Award dell'American Academy of Achievement nel 1976[18]
- Premio In Praise of Reason del  Committee for Skeptical Inquiry (CSICOP) nel 1991[19]
- Intitolazione dell'asteroide della fascia principale 52246 Donaldjohanson[20]

## Opere

### Articoli (selezione)
- (FR) M. Taieb, Y. Coppens, D.C. Johanson e J. Kalb, Dépôts sédimentaires et faunes du Plio-pléistocéne de la basse vallée de l'Awash (Afar central, Ethiopie), in Comptes Rendus de l'Académie des Sciences, 275D, 1974,  pp. 819-822.
- (EN) Ethiopia yields first „family“ of early man, in National Geographic Magazine, vol. 150, n. 6, 1976,  pp. 790-811.
- (EN) C. Owen Lovejoy, A. H. Burstein e K. G. Heiple, Functional implications of the Afar knee joint, in American Journal of Physical Anthropology, vol. 44, 1976,  p. 188 (Abstract).
- (EN) Tim White e Yves Coppens, A new Species of the Genus Australopithecus (Primates: Hominidae) from the Pliocene of Eastern Africa, in Kirtlandia, n. 28, 1978.
- (EN) M. H. Day, Mary D. Leakey e Todd R. Olson, On the status of Australopithecus afarensis, in Science, vol. 207, n. 4435, 7 marzo 1980,  pp. 1102-1103, DOI:10.1126/science.207.4435.1102.
- Donald C. Johanson, Lucy, Thirty Years Later: An Expanded View of Australopithecus afarensis, in Journal of Anthropological Research, vol. 60, n. 4, 2004,  pp. 465-486, DOI:10.1086/jar.60.4.3631138.

### Monografie
- con Maitland A. Edey, Lucy: le origini dell'umanità [Lucy, the beginnings of humankind], traduzione di Laura Noulian, Milano, A. Mondadori, 1981.[21]
- con James Shreeve, I figli di Lucy: la scoperta di un nuovo antenato dell'umanità [Lucy's child: The Discovery of a Human Ancestor], traduzione di Francesco Saba Sardi, prefazione di Piero e Alberto Angela, Milano, A. Mondadori, 1990.
- con Maitland A. Edey, Sulle tracce dell'uomo: dalle origini della vita all'ingegneria genetica [Blueprints. Solving the mystery of evolution], traduzione di Laura Montixi Comoglio, Milano, Rizzoli, 1990, ISBN 88-17-84051-3.
- (EN) con Kevin O'Farrell, Journey from the Dawn: Life With the World's First Family, New York, Villard, 1990, ISBN 978-0394580845.
- (EN) con Lenora Johanson e Blake Edgar, Ancestors: In Search of Human Origins, New York, Villard, 1994, ISBN 978-0679420606.
- con Giancarlo Ligabue, Ecce homo: writings in honour of third-millennium man, Milano, Electa, 1999, ISBN 88-435-7170-2.[22]
- (EN) con Blake Edgar, From Lucy to language, illustrazioni di David Brill, London, Cassell and Co., 2001, ISBN 1841880388.